# Opharus euchaetiformis
Opharus euchaetiformis är en fjärilsart som beskrevs av H. Edwards 1884. Opharus euchaetiformis ingår i släktet Opharus och familjen björnspinnare. Inga underarter finns listade i Catalogue of Life.